# Aeropuerto de Kodiak

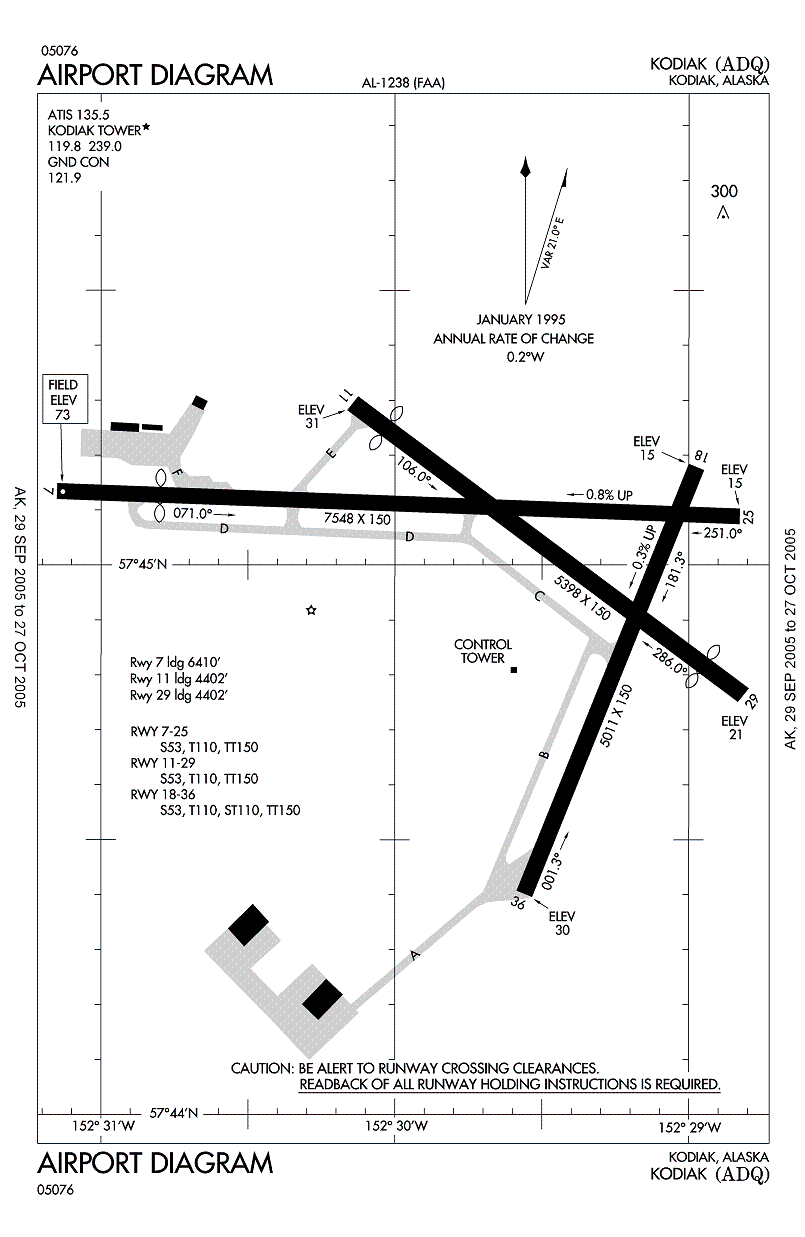
Diagrama FAA del aeropuerto de Kodiak (ADQ).

El Aeropuerto de Kodiak (IATA: ADQ, OACI: PADQ, FAA LID: ADQ) es un aeropuerto público ubicado a 6 km al suroeste de Kodiak, en el estado de Alaska (Estados Unidos). El aeropuerto está gestionado por el Alaska Department of Transportation & Public Facilities (DOT&PF).

## Historia
El aeropuerto se encuentra en el lugar en que antes estaba sita la Estación Aeronaval de Kodiak que fue inaugurada en 1941. La base de Kodiak fue clausurada en 1950, a excepción de las pistas y otras instalaciones utilizadas por los Guardacostas.

## Instalaciones y aviones
El Aeropuerto de Kodiak tiene tres pistas:
- Pista 7/25: 7542 x 150 ft (2299 x 46 m), Superficie: Asfalto
- Pista 11/29: 5399 x 150 ft (1646 x 46 m), Superficie: Asfalto
- Pista 18/36: 5013 x 150 ft (1528 x 46 m), Superficie: Asfalto

En los doce meses previos al 3 de septiembre de 2004, el aeropuerto tuvo 28 970 operaciones, una media de 79 al día: 52 % militar, 27 % ejecutivo, 16 % aviación general y 5 % cpmerciales regulares. Hay 55 aeronaves con base en el aeropuerto: 45 % monomotor, 15 % multimotor, 15 % helicópteros y 25 % militar (14).

## Aerolíneas y destinos
- Alaska Airlines (Anchorage)
- Era Aviation (Anchorage)
- Island Air Service (Akhiok, Homer [estacional], Karluk, Larsen Bay, Old Harbor, Ouzinkie, Port Lions)
  - Floatplane Service (Alitak, Amook, Kitoi, Moser Bay, Olga Bay, Port Bailey, Port Williams, Seal Bay, Uganik, West Point, Zachar Bay)
- Servant Air (Akhiok, Karluk, Larsen Bay, Old Harbor, Ouzinkie, Port Lions)

## Enlaces externos

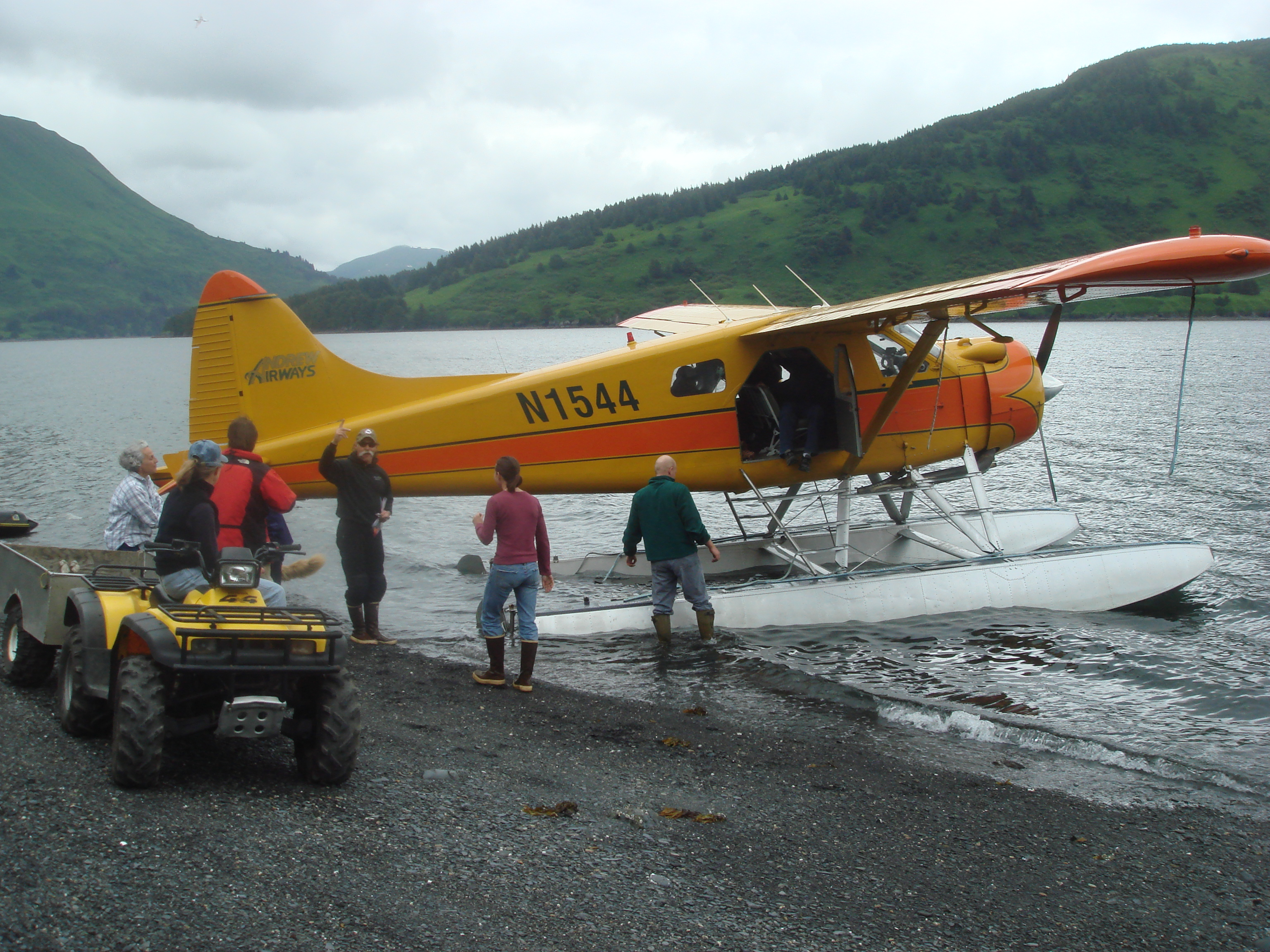
Un De Haviland Beaver, parte de la flota de Andrew's Airways dejando turistas.

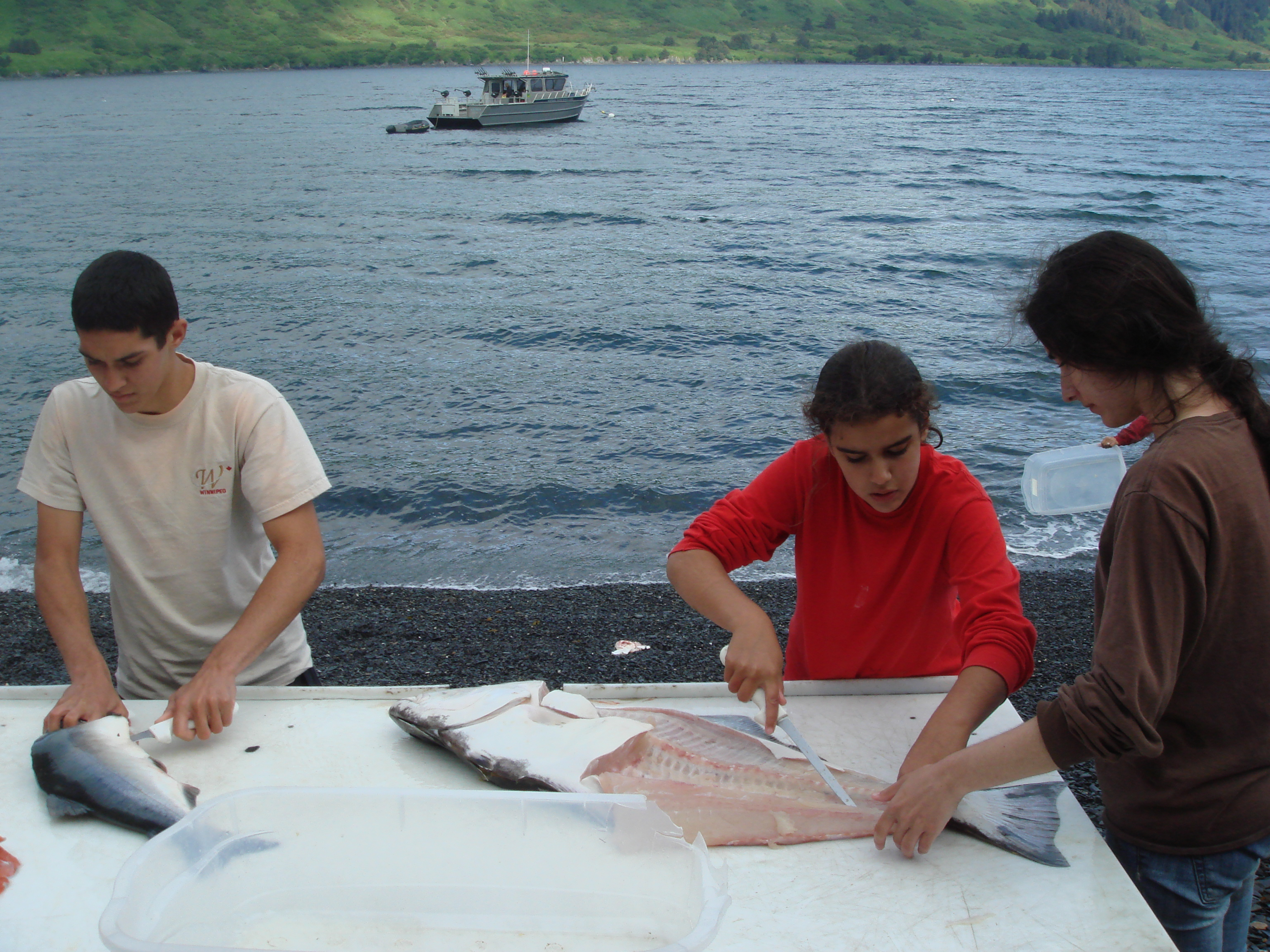
Jóvenes fileteando pescado.

### Charter/Tours
- Andrews Airways
- Island Air Service
- Servant Air